# Bernard 260
Il Bernard 260 fu un caccia monomotore ad ala bassa sviluppato dall'azienda aeronautica francese Société des Avions Bernard (S.A.B.) nei primi anni trenta e rimasto allo stadio di prototipo.
Realizzato in base alla specifica 1930 C1 emessa dal Service technique de l'aéronautique (STAé) per conto dell'Aéronautique Militaire, la componente aerea dell'Armée de terre (l'esercito francese), valutato assieme ad altri undici concorrenti venne giudicato non idoneo preferendogli il monoplano ad ala bassa Dewoitine D.500, e di conseguenza il suo sviluppo venne abbandonato.

## Storia del progetto
Nel 1930, quando oramai il legier Chasse "Jockey" detto anche Plan Caquot, programma per la realizzazione di un caccia leggero, venne giudicato un insuccesso, per ovviare alla necessità di sostituire il parco velivoli oramai inadeguato il Service technique de l'aéronautique (STAé) emise una specifica C1, relativa cioè ad un nuovo modello da caccia monoposto. I requisiti, già espressi nel 1928, erano relativi ad un velivolo dotato di ottima visibilità, cellula con coefficiente di robustezza pari a 16, velocità massima raggiungibile di almeno 327 km/h a 3 500 m ed un armamento comprendente due mitragliatrici Vickers calibro 7,7 mm costruite su licenza dalla Manufacture d'Armes de Châtellerault (MAC). Una modifica successiva, datata 26 gennaio 1931, specificava la necessità di utilizzare un motore aeronautico con una cilindrata tra i 26 ed i 30 L dotato di compressore meccanico portando la velocità massima a 350 km/h a 4 000 m.
Al concorso risposero le principali aziende aeronautiche nazionali che presentarono non meno di 10 progetti, concretizzatisi in 12 diversi prototipi, quasi tutti disegnati attorno all'Hispano-Suiza 12Xbrs, un 12 cilindri a V da 26 L in grado di erogare una potenza pari a 650 hp (485 kW) alla quota di 4 500 m (14 765 ft), scelto per la sua dimostrata affidabilità e contenuta superficie frontale rispetto ai modelli allora disponibili.

## Tecnica
Il Bernard 260 era un velivolo dall'impostazione moderna, di costruzione interamente metallica, monomotore in configurazione traente, monoplano ad ala bassa, monoposto a carrello fisso.
La velatura era monoplana, con profilo basso a sbalzo, ed estremità alari quadrate. L'intera lunghezza della semiala era occupata da alettoni e flap che potevano essere abbassati insieme. 
La fusoliera di forma semiovale, realizzata con struttura metallica semimonoscocca, era ricoperta da pannelli in duralluminio; era caratterizzata dall'unico abitacolo riservato al pilota, aperto e dotato anteriormente di parabrezza e posteriormente di un poggiatesta che si raccordava ad una pinna dorsale. Posteriormente terminava in un impennaggio classico monoderiva dai piani orizzontali a sbalzo.
Il carrello d'atterraggio era triciclo posteriore fisso, caratterizzato da una forma a V, con le gambe principali dotate di ruote carenate, integrato posteriormente da un ruotino d'appoggio posizionato sotto la coda.
La propulsione era affidata ad un motore Hispano-Suiza 12Xbrs, un 12 cilindri a V raffreddato a liquido in grado di erogare, in quella versione, una potenza pari a 650 hp (485 kW), posizionato all'apice anteriore della fusoliera chiuso in una cofanatura metallica dalla quale uscivano singolarmente i collettori di scarico, ed abbinato ad un'elica bipala metallica. L'impianto di raffreddamento era basato su un radiatore posizionato inizialmente in una gondola sotto la fusoliera, e poi circolarmente attorno alla parte iniziale del propulsore.
L'armamento era affidato ad una coppia di mitragliatrici MAC-Vickers calibro 7,7 mm posizionate nel profilo alare e sparanti fuori dal disco dell'elica così da non richiedere alcun dispositivo di sincronizzazione.

## Impiego operativo
In risposta alla specifica 1930 C1 il capo progettista della Société des Avions Bernard (S.A.B.), ingegnere Sigismond-Georges Bruner, presentò la proposta Bernard 260. Il prototipo volò per la prima volta nel settembre 1932, nelle mani del collaudatore Roger Baptiste, equipaggiato con il propulsore Hispano-Suiza 12Xbrs erogante 690 hp (515 kW). Al momento del primo volo le ruote del carrello erano racchiuse da carenature, ma queste vennero rimosse nell'ottobre 1932. L'armamento si basava su due mitragliatrici installate nelle semiali, e sparanti al di fuori del disco dell'elica.
Per il raffreddamento del liquido motore vennero provati differenti tipi di radiatori. Nel primo volo fu usato un radiatore posizionato in una gondola posta sotto la fusoliera, ben presto sostituito da una coppia di unità verticali attaccati alle gambe del carrello d'atterraggio. Entro il novembre dello stesso anno questi vennero sostituiti con un radiatore aperto a curva, posizionato sotto il motore, seguito poi da un altro insoddisfacente sistema nel gennaio 1933. Nel marzo dello stesso anno venne installato un radiatore a scomparsa Villard-Ferlay, che fu utilizzato anche nelle prove comparative con gli altri aerei partecipanti al concorso. Sempre nel marzo del 1933 il Bernard 260 venne dotato di un abitacolo chiuso da un tettuccio che si apriva per scorrimento all'indietro. I collaudatori militari temevano che la vista posteriore sarebbe stata compromessa ed il tettuccio venne rapidamente rimosso.
Dopo le prime prove l'altezza dell'impennaggio di coda venne aumentata per migliorare l'uscita dallo stallo. Nel mese di giugno gli slats vennero modificati per aprirsi automaticamente. Dopo aver perso la sua elica in volo nel luglio 1933 il prototipo del Bernard 260, che riuscì comunque ad atterrare in sicurezza, venne significativamente modificato. L'apertura alare fu ridotta di 1,25 m (4 ft 1 in) e venne nuovamente modificato il radiatore del liquido di raffreddamento, che assunse la definitiva forma circolare. L'albero di trasmissione del motore emergeva al centro del radiatore, azionando una nuova elica tripala, mentre il profilo anteriore del velivolo risultò notevolmente modificato, diventando meno aerodinamico. Circa allo stesso tempo, il Bernard 260 riebbe le carenature sulle ruote del carrello di atterraggio. In questa nuova forma volò per la prima volta il 4 ottobre 1933.
Il prototipo del Bernard 260 effettuò più di 100 ore di volo, compiendo diverse centinaia di decolli e atterraggi presso il centro sperimentale militare di Villacoublay, ma, alla fine, non ottenne alcun contratto di produzione. Presentato come richiesto, questa volta alla neoistituita forza armata francese, l'Armée de l'air, venne giudicato inferiore sia al vincitore, il monoplano Dewoitine D.500, che al biplano Blériot-SPAD S.510, entrambi avviati alla produzione in serie.
Il Bernard 260 fu penalizzato dalle difficoltà incontrate con il sistema di raffreddamento, l'eccessiva pesantezza degli slat e la difficoltà di impiegarli nelle manovre, ed il basso rateo di salita. In più le autorità militari erano preoccupate per il "caotico" stato della gestione interna dalla fabbrica Bernard. Durante i voli di prova il Bernard 260 si rivelò più veloce del rivale Dewoitine D.500 a quote superiori ai 5 000 m. Il Bernard 260 poteva decollare in 140 m ed atterrare in a 180 m. Al termine del programma 260 vennero comunque proposti due ulteriori sviluppi: il Bernard 261, che avrebbe dovuto disporre del più potente propulsore Hispano-Suiza 12Ybrs da 860 CV (642 kW) e carrello retrattile, ed il Bernard 262, un caccia imbarcato su portaerei, dotato di carrello retrattile e gancio di arresto. Solamente il Bernard 261 raggiunse la fase di costruzione del prototipo che, però, non venne mai portato a termine.

## Versioni
- Bernard 260: primo prototipo dotato di ala a gabbiano[6].
- Bernard 261: secondo prototipo dotato di propulsore Hispano-Suiza 12Ybrs da 860 hp (642 kW) e carrello retrattile. La costruzione venne iniziata, ma non completata e l'aereo non volò mai.
- Bernard 262: proposta di una versione da caccia imbarcata, non costruita.

## Utilizzatori
Francia
- Aéronautique Militaire poi
- Armée de l'air

utilizzato solo per prove di valutazione.